# Sigurd Isacson
Sigurd Isacson, född 1922, död 29 juli 2011, var en svensk ingenjör, båtkonstruktör och konstruktör av modellflygplan.
Sigurd Isacson växte upp i Linköping. Där var han en av grundarna av modellflygföreningen Linköpingseskadern 1937. Han utbildade sig till ingenjör i Norrköping.
Sigurd Isacson var en tidig aktör beträffande fritidsbåtar i glasfiberarmerad plast. Han konstruerade 1964 enmansjollen Örnjollen med storsegel, som han först tillverkade i sin villa i Lidingö och därefter i Bollnäs. Han inledde också ett samarbete med Harry Ölander  från Nagu i Finland i slutet av 1960-talet och tillverkade Flipperbåtar i Bollnäs, fram till dess hans företag Örnbåtar i Bollnäs gick i konkurs 1971. Han konstruerade bland annat 1974 den sju meter långa Flipper 700, som lanserades 1974.
Sigurd Isacson hade stort intresse för båtracing. Han köpte 1965 tillverkningsrättigheterna för den 4,2 meter långa motorsportbåten Weedo GT, som tagits fram av flygpiloterna Lennart Ebbeke och Herman Henriksson. År 1967 blev han själv totalsegrare i Roslagsloppet som förare av en Weedo GT med haveriinspektör Harald Woxén (1933–1998) som navigatör.
Genom sitt företag Sigurd Isacson AB blev han en av Sveriges mest kända konstruktörer av modellflygplan och tillverkare av modellbyggsatser.

## Bildgalleri

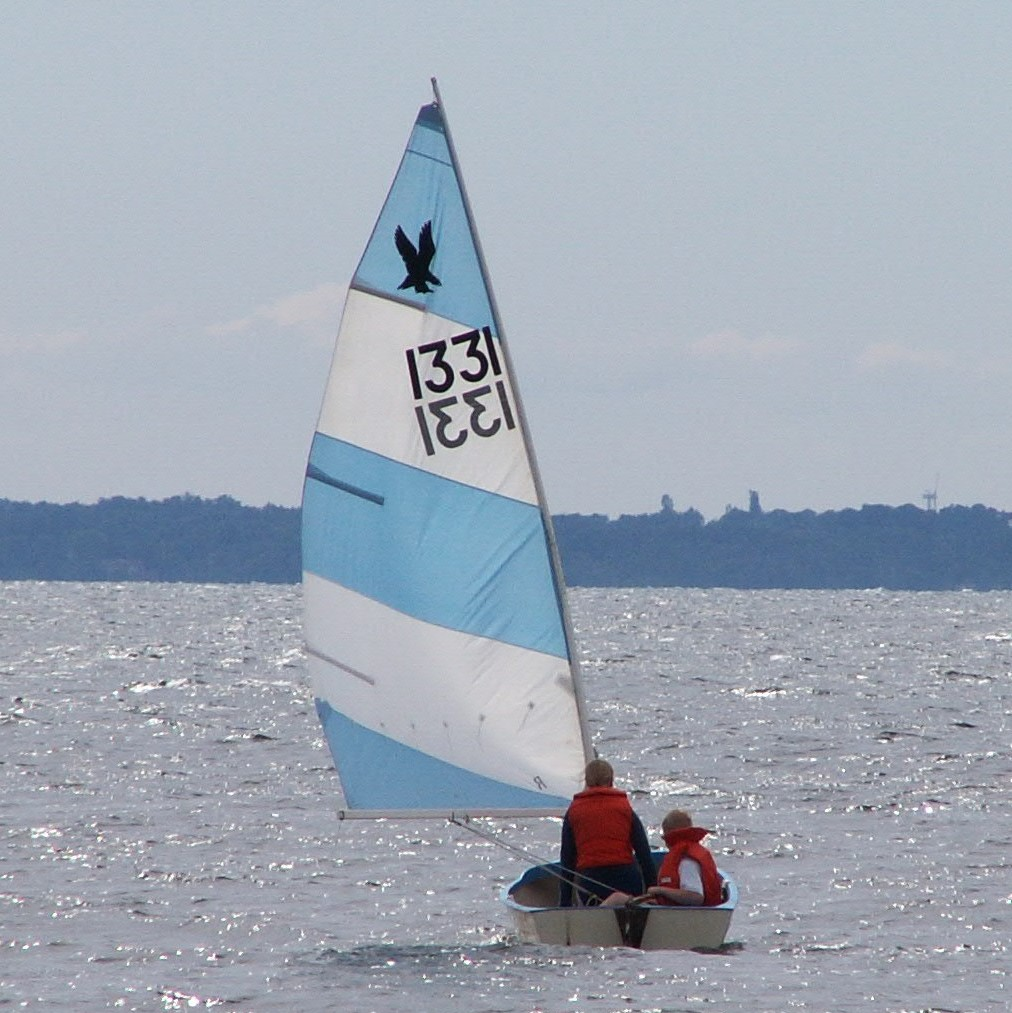
Örnjolle. Logon med en örn var också logo för Sigurd Isacson AB.
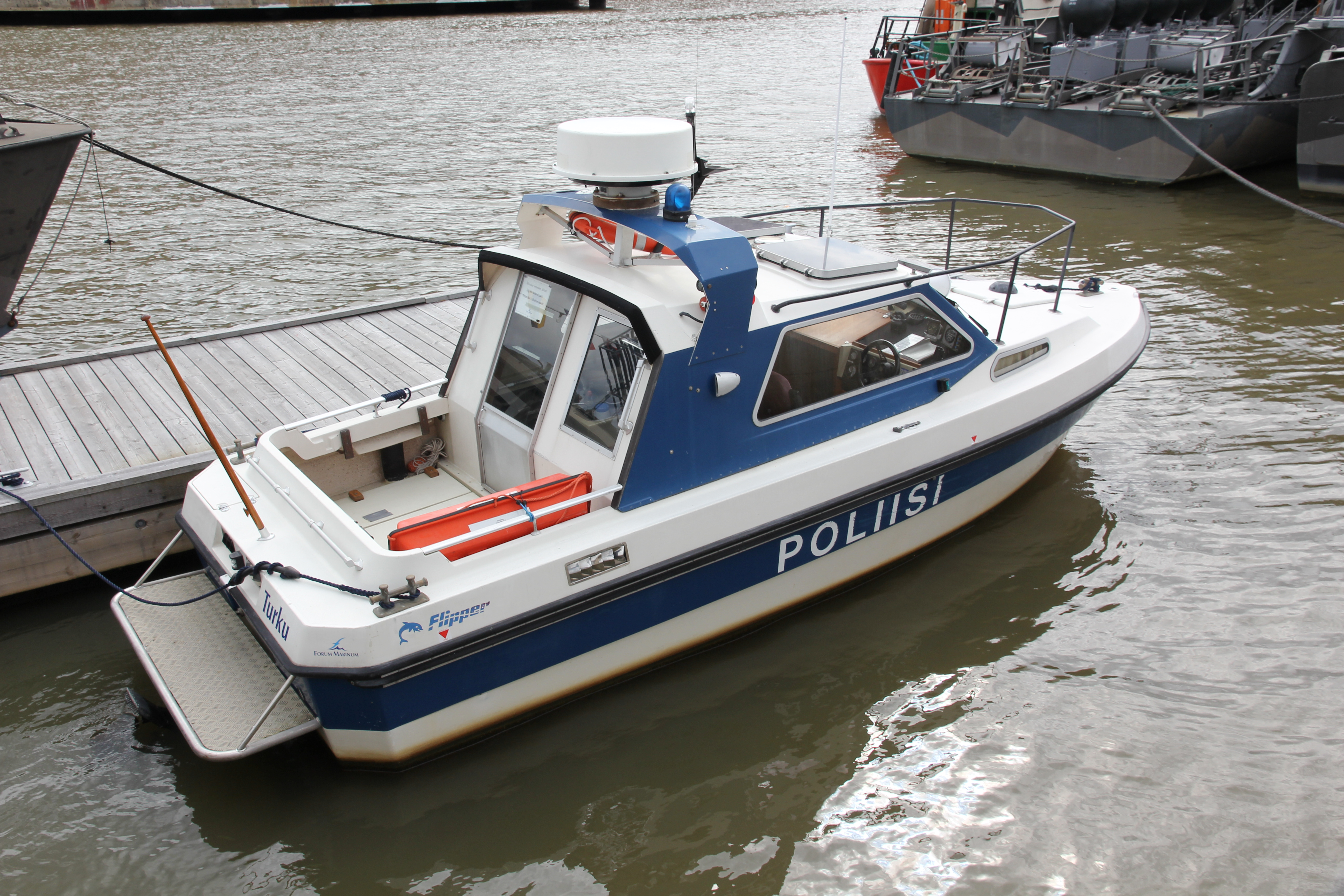
Flipper 700 som finländsk polisbåt, på Forum Marinum i Åbo